# Thiệu Thịnh
Thiệu Thịnh là một xã thuộc huyện Thiệu Hóa, tỉnh Thanh Hóa, Việt Nam.

## Địa lý
Xã Thiệu Thịnh nằm ở phía đông bắc huyện Thiệu Hóa, thuộc tả ngạn sông Chu và hữu ngạn sông Mã, có vị trí địa lý:
- Phía đông giáp huyện Hoằng Hóa
- Phía tây giáp xã Thiệu Hợp
- Phía nam giáp thành phố Thanh Hóa
- Phía bắc giáp xã Thiệu Quang và huyện Hoằng Hóa.

Xã Thiệu Thịnh có diện tích 4,90 km², dân số năm 2022 là 3.994 người, mật độ dân số đạt 815 người/km².

## Lịch sử
Vùng đất thuộc xã Thiệu Thịnh ngày nay, vào đầu thế kỉ 19 là các thôn xã thuộc tổng Mật Vật, huyện Thụy Nguyên, phủ Thiệu Thiên: Thôn Phùng (có từ thời Lê), Đương Phong (từ thế kỉ 19 trở về trước là thôn Nhuệ).
Cuối năm 1945, huyện Thụy Nguyên đổi thành huyện Thiệu Hóa.
Sau năm 1945, các thôn làng nêu trên thuộc xã Quảng Thịnh, huyện Thiệu Hóa. Năm 1953, xã Quảng Thịnh chia thành các xã Thiệu Quang, Thiệu Thịnh và một phần xã Thiệu Hợp.
Năm 1977, xã Thiệu Thịnh cùng với các xã phía bắc sông Chu của huyện Thiệu Hóa sáp nhập với huyện Yên Định thành huyện Thiệu Yên.
Năm 1996, xã Thiệu Thịnh thuộc huyện Thiệu Hóa mới tái lập.

## Văn hóa
- Đình Phùng Cầu: kiến trúc thế kỉ 17[3]
- Đền thờ đệ tam giáp tiến sĩ Nguyễn Dục, khoa thi năm 1490.[3]